# Bette Gordon
Bette Gordon (née le 22 juin 1955) est une réalisatrice et professeure américaine. Elle enseigne à la Columbia University School of the Arts (en). Elle est surtout connu pour ses films Variety (1983) et Handsome Harry (2009),.

## Biographie
Bette Gordon fait des études à l'Université du Wisconsin à Madison, où elle obtient un BA, MA et MFA.
Elle commence à réaliser des films à partir de la fin des années 1970. Elle se concentre sur les longs métrages après son déménagement à New York en 1979, affirmant que son contact avec le milieu new-yorkais au début des années 1980 a été déterminant. Bette Gordon affirme avoir été influencée par l’œuvre de Jean-Luc Godard ainsi que par des films tels La Dernière Séance et Macadam Cowboy.

## Œuvres
On dit de Bette Gordon qu'elle est « connue pour son exploration audacieuse de thématiques liées à la sexualité, la violence et le pouvoir,. ». Certains de ses films font partie de la collection permanente de différents musées tels le Museum of Modern Art et le Whitney Museum of American Art.

### Sélection
- 1974 : 
  - Michigan Avenue (court métrage)
  - I-94 (court métrage)
- 1975 : United States of America (court métrage)
- 1976 : An Algorithm (court métrage)
- 1978 : Exchanges  (court métrage)
- 1980 : Empty Suitcases (court métrage)
- 1981 : Anybody's Woman
- 1983 : Variety
- 1986 : Greed - Pay to Play (court métrage)
- 1998 : Luminous Motion
- 2003 : Life on the Line (téléfilm)
- 2009 : Handsome Harry
- 2016 : The Drowning